# Lynchia zumpti
Lynchia zumpti är en tvåvingeart som beskrevs av Maa 1964. Lynchia zumpti ingår i släktet Lynchia och familjen lusflugor. Inga underarter finns listade i Catalogue of Life.